# Dho (Dolpa)

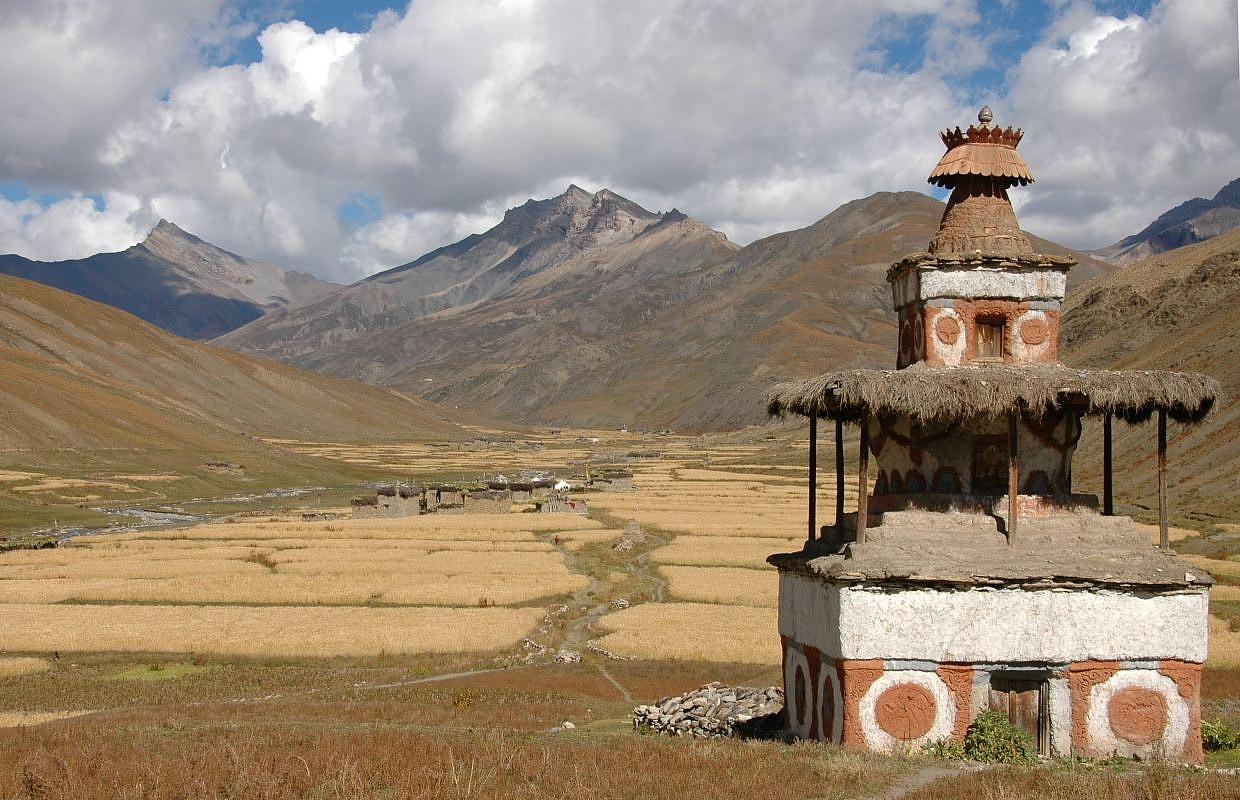

Dho (Nepali धो) ist ein Dorf und ein Village Development Committee (VDC) im Distrikt Dolpa in West-Nepal.
Dho liegt 35 km nordöstlich vom Distrikthauptort Dunai auf einer Höhe von 4100 m.

## Einwohner
Bei der Volkszählung 2011 hatte Dho 923 Einwohner (davon 417 männlich) in 212 Haushalten.

## Dörfer und Weiler
Dho besteht aus mehreren Dörfern und Weilern.
Die wichtigsten sind:
- Dho (4100 m ⊙)
- Kahakar (4180 m ⊙)
- Thaksi (4220 m ⊙)
- Tokyu (4220 m ⊙)